# Oylum Höyük
Oylum Höyük is een archeologische site in het zuidoosten van Turkije nabij de grens met Syrië, ten oosten van de stad Kilis. Het gaat om een kunstmatige heuvel van 35 meter hoog en 500 meter in doorsnede. Bij archeologisch onderzoek werden minstens tien bouwlagen geïdentificeerd en twee lagen die wijzen op stadsbranden.

## Bewoning
De oudste gevonden sporen van bewoning dateren van ongeveer 9.000 geleden in het neolithicum. Er werd metselwerk uit de kopertijd gevonden. In de bronstijd was er een ommuurde nederzetting die mogelijk kan geïdentificeerd worden met de stadstaat Ullis, die vermeld wordt in  Hettitische geschriften van latere datum. Uit deze periode werden in situ spijkerschrifttabletten gevonden. De stad bleef bewoond tijdens de Hellenistische, Romeinse en Byzantijnse periode.